# Лухский район
Лу́хский райо́н — административно-территориальная единица (район) и муниципальное образование (муниципальный район) на востоке Ивановской области России.
Административный центр — посёлок городского типа Лух.

## География
Расположен на юго-востоке Ивановской области, протяженность района с запада на восток — 42 км и с севера на юг — 27 км. Площадь района — 955 км², что составляет 4 % от всей территории области.
Лухский район граничит с Палехским, Родниковским, Вичугским, Кинешемским, Юрьевецким, Пучежским и Верхне-Ландеховским районами области.
Основные реки: Лух, Добрица, Возополь и Печуга.

## История
В 1577 году на территории бывшего Лухского удельного княжества был образован Лухский уезд.
Лухский район был образован постановлением ВЦИК от 25 января 1935 года в составе Ивановской Промышленной области за счёт части территорий Вичугского, Кинешемского и Пучежского районов. В состав Лухского района вошли сельсоветы: Бакуновский, Благовещенский, Быковский, Вишневский, Воскресенский, Жуковский, Зобнинский, Краснопеевский, Кузьминский, Лухский, Макаровский, Ново-Воскресенский, Оношковский, Осоковский, Петельниковский, Покровский, Порздневский, Рябовский, Русиновский, Сорокинский, Тимирязевский, Троицкий, Филинский, Худынский, Шилекшинский, Якушевский.
12 декабря 1945 года был образован Бахаревский сельсовет. 18 июня 1954 года в результате укрупнения были ликвидированы Оношковский, Покровский, Сорокинский, Жуковский, Осоковский, Филинский, Вишневский, Якушевский, Русиновский, Бахаревский, Воскресенский, Зобнинский, Рябовский, Краснопеевский сельсоветы. В 1957 году был упразднён Петельниковский сельсовет. 22 августа 1960 года был ликвидирован Лухский сельсовет.
1 февраля 1963 года район был ликвидирован, его территория передана в Вичугский, Палехский, Кинешемский и Пучежский сельские районы.
3 ноября 1965 года Лухский район был восстановлен в составе рабочего посёлка Лух, сельсоветов: Благовещенского, Кузьминского, Ново-Воскресенского, Тимирязевского, Худынского — Вичугского района; Быковского, Макаровского, Порздневского — Пучежского района; Бакуновского и Рябовского — Палехского района; Шилекшинского — Кинешемского района. В 1968 году был упразднён Макаровский и образован Зобнинский сельсовет. 31 декабря 1970 года Шилекшинский и Зобнинский сельсоветы были переданы в Кинешемский район. 12 августа 1974 года Бакуновский сельсовет был переименован в Слободкинский.
В 2005 году в рамках организации местного самоуправления был образован муниципальный район.

## Население
| 1939   | 1959    | 1970    | 1979    | 1989    | 2002    | 2009  | 2010  | 2011  | 2012  |
| ------ | ------- | ------- | ------- | ------- | ------- | ----- | ----- | ----- | ----- |
| 33 765 | ↘25 701 | ↘18 685 | ↘12 539 | ↘11 163 | ↘10 014 | ↘9050 | ↗9273 | ↘9252 | ↘9172 |
| 2013   | 2014    | 2015    | 2016    | 2017    | 2018    | 2019  | 2020  | 2021  |       |
| ↘9008  | ↘8792   | ↘8584   | ↘8470   | ↘8326   | ↘8101   | ↘7976 | ↘7864 | ↘7684 |       |

### Урбанизация
Городское население (пгт Лух) составляет 33.47 % населения района.

### Национальный состав
По итогам переписи населения 2020 года проживали следующие национальности (национальности менее 0,1 % и другое, см. в сноске к строке «Другие»):
| Национальность | Численность, чел. | Доля     |
| -------------- | ----------------- | -------- |
| Русские        | 7558              | 98,36 %  |
| Армяне         | 20                | 0,26 %   |
| Другие         | 106               | 1,38 %   |
| Итого          | 7684              | 100,00 % |

## Муниципально-территориальное устройство
В муниципальный район входят 5 муниципальных образований, в том числе 1 городское и 4 сельских поселения.
| № | Муниципальное образование         | Административный центр | Количество населённых пунктов | Население (чел.) | Площадь (км²) |
| - | --------------------------------- | ---------------------- | ----------------------------- | ---------------- | ------------- |
| 1 | Лухское городское поселение       | пгт Лух                | 1                             | ↘2572            | 2,98          |
| 2 | Благовещенское сельское поселение | село Благовещенье      | 21                            | ↘876             | 189,62        |
| 3 | Порздневское сельское поселение   | село Порздни           | 56                            | ↘1853            | 437,90        |
| 4 | Рябовское сельское поселение      | село Рябово            | 21                            | ↘908             | 139,42        |
| 5 | Тимирязевское сельское поселение  | село Тимирязево        | 26                            | ↘1475            | 185,21        |

В 2005 году в рамках организации местного самоуправления в муниципальном районе были образованы 1 городское (Лухское) и 6 сельских поселений: Благовещенское, Быковское, Ново-Воскресенское, Порздневское, Рябовское, Тимирязевское. В 2009 году Ново-Воскресенское и Быковское сельские поселения были включены в Порздневское сельское поселение.

## Населённые пункты
В Лухском районе 125 населённых пунктов, в том числе 1 городской (пгт) и 124 сельских.
| №   | Населённый пункт     | Тип     | Население | Муниципальное образование         |
| --- | -------------------- | ------- | --------- | --------------------------------- |
| 1   | Лух                  | пгт     | 2572      | Лухское городское поселение       |
| 2   | Агафоновская         | деревня | 0         | Порздневское сельское поселение   |
| 3   | Алешково             | деревня | 2         | Порздневское сельское поселение   |
| 4   | Алешково             | деревня | 4         | Тимирязевское сельское поселение  |
| 5   | Андреевская          | деревня | 35        | Благовещенское сельское поселение |
| 6   | Апаринская           | деревня | 0         | Порздневское сельское поселение   |
| 7   | Бабино               | деревня | 38        | Рябовское сельское поселение      |
| 8   | Бакуниха             | деревня | 69        | Благовещенское сельское поселение |
| 9   | Благовещенье         | село    | ↘256      | Благовещенское сельское поселение |
| 10  | Блиниха              | деревня | 46        | Порздневское сельское поселение   |
| 11  | Бурково              | деревня | 22        | Благовещенское сельское поселение |
| 12  | Буяново              | деревня | 6         | Тимирязевское сельское поселение  |
| 13  | Быково               | деревня | ↗353      | Порздневское сельское поселение   |
| 14  | Быково               | деревня | ↘20       | Рябовское сельское поселение      |
| 15  | Вадищево             | деревня | 17        | Рябовское сельское поселение      |
| 16  | Васинская            | деревня | 12        | Порздневское сельское поселение   |
| 17  | Вишня                | деревня | 71        | Порздневское сельское поселение   |
| 18  | Воронино             | деревня | 0         | Порздневское сельское поселение   |
| 19  | Ворсино              | деревня | ↘26       | Тимирязевское сельское поселение  |
| 20  | Воскресенское Новое  | село    | ↘40       | Порздневское сельское поселение   |
| 21  | Воскресенское Старое | село    | ↗16       | Порздневское сельское поселение   |
| 22  | Высоково             | деревня | 7         | Порздневское сельское поселение   |
| 23  | Глазуново            | деревня | 12        | Порздневское сельское поселение   |
| 24  | Горки                | деревня | 3         | Благовещенское сельское поселение |
| 25  | Городилово           | деревня | 37        | Порздневское сельское поселение   |
| 26  | Городок              | деревня | ↗476      | Тимирязевское сельское поселение  |
| 27  | Даниловская          | деревня | 2         | Рябовское сельское поселение      |
| 28  | Деменино             | деревня | 9         | Тимирязевское сельское поселение  |
| 29  | Деревеньки           | деревня | 35        | Порздневское сельское поселение   |
| 30  | Добрица              | село    | ↘15       | Порздневское сельское поселение   |
| 31  | Дреневская           | деревня | 5         | Порздневское сельское поселение   |
| 32  | Дубовое              | деревня | 0         | Порздневское сельское поселение   |
| 33  | Дьяконово            | деревня | 1         | Благовещенское сельское поселение |
| 34  | Еловки               | деревня | 7         | Порздневское сельское поселение   |
| 35  | Елово                | деревня | 14        | Рябовское сельское поселение      |
| 36  | Жданиха              | деревня | 16        | Благовещенское сельское поселение |
| 37  | Жуковка              | деревня | 2         | Порздневское сельское поселение   |
| 38  | Заболотье            | деревня | 15        | Рябовское сельское поселение      |
| 39  | Запрудново           | деревня | 231       | Тимирязевское сельское поселение  |
| 40  | Захарово             | деревня | 3         | Рябовское сельское поселение      |
| 41  | Захарово             | деревня | 3         | Тимирязевское сельское поселение  |
| 42  | Игнатьевская         | деревня | 6         | Порздневское сельское поселение   |
| 43  | Ильинское            | деревня | 2         | Рябовское сельское поселение      |
| 44  | Каблуковка           | деревня | 0         | Порздневское сельское поселение   |
| 45  | Каликино             | деревня | 20        | Порздневское сельское поселение   |
| 46  | Камешково            | деревня | 4         | Порздневское сельское поселение   |
| 47  | Каризино             | деревня | 0         | Рябовское сельское поселение      |
| 48  | Карпово              | деревня | 5         | Благовещенское сельское поселение |
| 49  | Клешнино             | деревня | 3         | Тимирязевское сельское поселение  |
| 50  | Климовская           | деревня | 19        | Порздневское сельское поселение   |
| 51  | Клоны                | деревня | 4         | Порздневское сельское поселение   |
| 52  | Кокоурово            | деревня | 42        | Порздневское сельское поселение   |
| 53  | Корсаково            | деревня | 4         | Порздневское сельское поселение   |
| 54  | Котово               | деревня | 4         | Благовещенское сельское поселение |
| 55  | Котово               | деревня | ↗219      | Рябовское сельское поселение      |
| 56  | Краснопеево          | деревня | 0         | Благовещенское сельское поселение |
| 57  | Кригоузово           | деревня | 17        | Рябовское сельское поселение      |
| 58  | Криковщина           | деревня | 16        | Рябовское сельское поселение      |
| 59  | Кружково             | деревня | 14        | Порздневское сельское поселение   |
| 60  | Кужлево              | деревня | 10        | Порздневское сельское поселение   |
| 61  | Кузнечиха            | деревня | 10        | Порздневское сельское поселение   |
| 62  | Кузьмино             | деревня | 43        | Тимирязевское сельское поселение  |
| 63  | Кунино               | деревня | 43        | Порздневское сельское поселение   |
| 64  | Курбатиха            | деревня | 6         | Благовещенское сельское поселение |
| 65  | Курилово             | деревня | 7         | Тимирязевское сельское поселение  |
| 66  | Лисенки              | деревня | 0         | Порздневское сельское поселение   |
| 67  | Лубеньки Большие     | деревня | 0         | Рябовское сельское поселение      |
| 68  | Макариха             | деревня | 6         | Рябовское сельское поселение      |
| 69  | Макаровское          | село    | 4         | Порздневское сельское поселение   |
| 70  | Маньшино Большое     | деревня | 24        | Порздневское сельское поселение   |
| 71  | Мартыново            | деревня | 12        | Порздневское сельское поселение   |
| 72  | Медведево            | деревня | 7         | Порздневское сельское поселение   |
| 73  | Моденовская          | деревня | 0         | Порздневское сельское поселение   |
| 74  | Мясниково            | деревня | 175       | Благовещенское сельское поселение |
| 75  | Мясниково            | деревня | 25        | Тимирязевское сельское поселение  |
| 76  | Назарково            | деревня | ↘30       | Рябовское сельское поселение      |
| 77  | Настасьино           | деревня | ↘22       | Тимирязевское сельское поселение  |
| 78  | Оленино              | деревня | 4         | Благовещенское сельское поселение |
| 79  | Оношково             | деревня | 77        | Тимирязевское сельское поселение  |
| 80  | Осоково              | деревня | 103       | Порздневское сельское поселение   |
| 81  | Павлицево            | деревня | 13        | Тимирязевское сельское поселение  |
| 82  | Палкино              | деревня | 0         | Тимирязевское сельское поселение  |
| 83  | Пестово              | деревня | 51        | Тимирязевское сельское поселение  |
| 84  | Петельниково         | деревня | 21        | Тимирязевское сельское поселение  |
| 85  | Петрово              | деревня | ↘9        | Рябовское сельское поселение      |
| 86  | Пирогово             | деревня | 10        | Тимирязевское сельское поселение  |
| 87  | Порздни              | село    | ↗857      | Порздневское сельское поселение   |
| 88  | Потаниха             | деревня | 2         | Порздневское сельское поселение   |
| 89  | Преснячиха           | деревня | 11        | Порздневское сельское поселение   |
| 90  | Пурково              | деревня | 0         | Тимирязевское сельское поселение  |
| 91  | Райки                | деревня | 4         | Порздневское сельское поселение   |
| 92  | Русино               | деревня | 35        | Благовещенское сельское поселение |
| 93  | Русиновская          | деревня | 214       | Порздневское сельское поселение   |
| 94  | Рябинкино            | деревня | 19        | Тимирязевское сельское поселение  |
| 95  | Рябово               | село    | ↗414      | Рябовское сельское поселение      |
| 96  | Сваруха              | деревня | 73        | Порздневское сельское поселение   |
| 97  | Селищи               | деревня | 0         | Благовещенское сельское поселение |
| 98  | Серковка             | деревня | 10        | Порздневское сельское поселение   |
| 99  | Слободки             | деревня | 211       | Благовещенское сельское поселение |
| 100 | Смиренино            | деревня | ↘112      | Порздневское сельское поселение   |
| 101 | Сокольское           | село    | ↘18       | Тимирязевское сельское поселение  |
| 102 | Сорокино             | деревня | 209       | Благовещенское сельское поселение |
| 103 | Софроново            | деревня | 2         | Благовещенское сельское поселение |
| 104 | Станово              | деревня | 9         | Благовещенское сельское поселение |
| 105 | Станово              | деревня | 13        | Порздневское сельское поселение   |
| 106 | Старинская           | деревня | 16        | Порздневское сельское поселение   |
| 107 | Стеблево             | деревня | 12        | Рябовское сельское поселение      |
| 108 | Степурино            | деревня | 17        | Благовещенское сельское поселение |
| 109 | Суровцы              | деревня | 10        | Порздневское сельское поселение   |
| 110 | Тепловская           | деревня | 4         | Порздневское сельское поселение   |
| 111 | Тимирязево           | село    | ↘658      | Тимирязевское сельское поселение  |
| 112 | Федоровская          | деревня | 11        | Рябовское сельское поселение      |
| 113 | Федосово             | деревня | 9         | Порздневское сельское поселение   |
| 114 | Федотиха             | деревня | 46        | Порздневское сельское поселение   |
| 115 | Федьково             | деревня | 0         | Порздневское сельское поселение   |
| 116 | Филино               | деревня | 7         | Порздневское сельское поселение   |
| 117 | Филинская            | деревня | 0         | Порздневское сельское поселение   |
| 118 | Фролки               | деревня | 1         | Тимирязевское сельское поселение  |
| 119 | Хахалино             | деревня | 0         | Порздневское сельское поселение   |
| 120 | Хлябово              | деревня | 3         | Тимирязевское сельское поселение  |
| 121 | Хмельничново         | деревня | 3         | Тимирязевское сельское поселение  |
| 122 | Худынское            | село    | ↘219      | Рябовское сельское поселение      |
| 123 | Чесноково            | деревня | 0         | Тимирязевское сельское поселение  |
| 124 | Шелыгино             | деревня | 0         | Рябовское сельское поселение      |
| 125 | Шульгино             | деревня | 3         | Благовещенское сельское поселение |